# 乡宁县
乡宁县是中国山西省临汾市所辖的一个县。总面积为2029平方公里。
位于临汾市西南部，吕梁山脉南麓。东与尧都区、襄汾县相邻，南与新绛县、稷山县、河津县接壤，北与吉县毗邻，西隔黄河与韩城、宜川县相望。县政府驻昌宁镇迎旭大街99号。

## 行政区划
乡宁县下辖5个镇、5个乡：
昌宁镇、光华镇、台头镇、管头镇、西坡镇、双鹤乡、关王庙乡、尉庄乡、西交口乡和枣岭乡。

## 人口
根據第七次人口普查數據，截至2020年11月1日零時，鄉寧縣常住人口為206892人。

## 交通
- 209国道过境。